# Michael Dawson (personaggio)
Michael Dawson è un personaggio immaginario della serie televisiva statunitense Lost interpretato dall'attore Harold Perrineau.

## Biografia del personaggio

### Prima dello schianto
Circa dodici anni prima di finire sull'isola, Michael Dawson era stato un aspirante artista, allora disoccupato, che viveva a New York con la sua compagna, Susan Lloyd, un'aspirante avvocatessa che studiava diritto internazionale ed era incinta del figlio di Michael, Walt, che sarà chiamato così alla nascita in onore del nonno paterno.

Poco tempo dopo la nascita del piccolo, la relazione fra i due finisce perché Susan, avendo accettato un importante lavoro oltreoceano, ad Amsterdam, ha deciso di portare con sé il bambino. Michael tenta di opporsi, ma si arrende, anche se non completamente, quando capisce che la sua situazione finanziaria non gli permetterebbe di garantire al figlio lo stesso tenore di vita che avrebbe con la madre.
Due anni dopo che Susan ha portato Walt ad Amsterdam, lui la sente per telefono da una cabina telefonica. Lei gli dice che è finita e che ormai sta con un altro, Brian Porter, un uomo che lavora con lei. Gli comunica poi che non tornerà con Walt a New York. Michael si arrabbia ed uscendo dalla cabina telefonica e attraversando la strada con poca attenzione viene investito da un'auto. In ospedale scriverà una cartolina per Walt, seguita da molte altre che però non arriveranno mai a destinazione poiché intercettate da Susan.
In ospedale riceve la visita di Susan, che gli rivela di aver provveduto a pagare i conti e gli chiede in cambio di firmare i documenti per rinunciare alla patria potestà su Walt. Lei vorrebbe infatti che Brian, il suo nuovo marito, possa adottare suo figlio. Michael respinge la proposta e cerca di impedire in tutti i modi che Brian adotti Walt, fino ad arrivare ad armare una causa contro Susan. Non riesce però ad averla vinta ed è costretto a rinunciare ai suoi diritti paterni su Walt.
Così Michael incontra per l'ultima volta suo figlio in un parco, dove gli regala un pupazzo a forma di orso polare. Walt si trasferisce con la madre ed il patrigno a Roma (ed in seguito in Australia) e Michael non lo vede più per una decina d'anni.
Improvvisamente Michael, dopo anni in cui non aveva avuto notizie del figlio, riceve la visita di Brian Porter che gli annuncia la morte di Susan per uno strano e raro disturbo del sangue e che gli chiede di riprendere la custodia di Walt, definendolo anche un ragazzino diverso dagli altri e aggiungendo che in sua presenza accadono cose strane. Michael pensa che Brian non voglia davvero bene a Walt e così va in Australia per prenderlo e portarlo in America con sé. Nel volo di ritorno precipiterà sull'isola.

### Dopo lo schianto

#### Prima stagione
Durante lo schianto Michael e Walt erano nella sezione centrale dell'aereo e si ritrovano così con gli altri 46 sopravvissuti a doversi arrangiare per sopravvivere in attesa dei soccorsi.

Sull'isola inizia subito a fare amicizia con Sun, ma questo rende geloso il marito di lei, Jin. Michael è il primo tra i sopravvissuti ad accorgersi che la coreana parla inglese (all'insaputa del marito) ed instaura una buona amicizia con lei.

Una cosa che non vede di buon occhio è l'amicizia fra Walt e Locke, anche se proprio quest'ultimo ritrova il cane del ragazzo, Vincent, e lo porta a Michael affinché sia lui a restituirlo a Walt.

Sull'isola Michael cerca di rendersi utile e vorrebbe partecipare nella missione per cercare Claire, ma gli viene imposto di rimanere al campo.

Michael comincia a costruire un vero rapporto col figlio quando gli mostra tutte le cartoline che gli ha disegnato negli anni. Vuole fortemente scappare dall'isola per far sì che Walt non cresca lì, e così comincia a costruire una zattera, che viene però bruciata poco prima del completamento. Inizialmente Michael accusa Jin, ma successivamente Walt confessa la sua colpevolezza giustificandosi col fatto che non vuole lasciare l'isola. Walt però cambia idea, così Michael e Jin costruiscono una seconda zattera ed offrono l'ultimo posto rimasto a bordo a Sawyer.

I quattro così salpano a bordo della zattera ma, a poche miglia dalla costa, vengono avvicinati e attaccati una piccola barca guidata dagli Altri, che rapiscono Walt e distruggono la zattera.

#### Seconda stagione
All'inizio della seconda stagione, Michael e Sawyer si ritrovano in mezzo al mare, con Jin apparentemente scomparso. I due, sopra un relitto e trasportati dalla corrente, arrivano su una spiaggia dell'isola. Improvvisamente, Jin esce dalla giungla urlando, con le mani legate. I due lo soccorrono e alla parola del coreano "Altri!", alzano lo sguardo e vedono alcune persone, armate, che vengono verso di loro.
In realtà si tratta dei sopravvissuti della sezione di coda dell'aereo. Dopo averli convinti del fatto che si trovassero tutti sullo stesso aereo, si dirigono tutti verso il campo dei sopravvissuti della sezione centrale.
Successivamente, Michael si offre volontario per l'inserimento dei numeri nel bunker, dove inaspettatamente riesce a mettersi in contatto, tramite il computer, con qualcuno che sembrerebbe essere Walt e che gli fornisce indicazioni per raggiungere il posto dove è tenuto. Così Michael parte alla ricerca di Walt, ma viene presto preso catturato dagli Altri. Questi gli propongono uno scambio: Michael deve liberare il loro leader (Ben) tenuto prigioniero nel bunker e condurre con l'inganno Jack, Kate, Hurley e Sawyer da loro ed in cambio gli Altri gli riconsegneranno Walt nonché la possibilità di lasciare l'isola con quest'ultimo.
Michael, deciso a riavere suo figlio, per liberare Ben è costretto ad uccidere Ana Lucia, che lo sta sorvegliando, e Libby, sopraggiunta accidentalmente al bunker, quindi, fingendo si tratti opera di Ben, convince i quattro sopravvissuti richiesti dagli Altri a seguirlo e li consegna a questi, ottenendo come promesso una barca e suo figlio Walt, lasciando l'isola senza voltarsi indietro.

#### Quarta stagione
Un flashback durante l'episodio Vi presento Kevin Johnson svela che dopo aver lasciato l'isola Michael e Walt sono tornati a New York, dove Michael ha affidato il ragazzo alle cure di sua nonna, avendo perso la fiducia di Walt dopo avergli confessato gli omicidi di Ana Lucia e Libby. Michael, divorato dai sensi di colpa, tenta più volte il suicidio, senza però riuscirvi.
Tom, uno degli Altri, avvicina Michael e gli dice che ha la possibilità di redimersi salvando i sopravvissuti rimasti sull'isola da un'imminente minaccia. Tom dà a Michael un passaporto con il nome di "Kevin Johnson" per permettergli di infiltrarsi nel cargo che sta tentando di trovare l'isola.

Una volta sul Kahana, riceve una chiamata da Ben, che lo incarica di inoltrargli informazioni su tutto l'equipaggio; gli ordina inoltre di sabotare le comunicazioni radio ed i motori della nave.
Nella sua prima apparizione della quarta stagione, Michael incontra Sayid e Desmond, i quali hanno raggiunto la nave. Loro rivelano la vera identità di Michael al capitano della nave, il quale gli ordinerà di riparare il motore.
Durante il finale di stagione, Michael e Jin tentano di disinnescare la bomba collocata all'interno del cargo. Michael ne ritarda la detonazione raffreddandola con dell'azoto liquido, quindi dice a Jin di mettersi in salvo poiché l'azoto si sta esaurendo. Quando l'azoto finisce, Christian Shephard appare a Michael dicendogli che adesso può andare, dopodiché la bomba esplode e Michael viene ucciso.

#### Sesta stagione
Appare nell'episodio della sesta stagione dal titolo Tutti amano Hugo sotto forma di anima imprigionata (a Hurley) in una qualche specie di "limbo" prima della morte, privato della possibilità di andare "avanti" a causa di ciò che aveva fatto ad Ana Lucia e Libby. Spiega inoltre che proprio lui e le altre anime imprigionate in questo "stadio intermedio" sono i sussurri che si odono sull'isola.

## Episodi dedicati a Michael
| Stagione | Titolo italiano           | Titolo originale   | Tipo di flash |
| -------- | ------------------------- | ------------------ | ------------- |
| 1        | Speciale                  | Special            | flashback     |
| 1        | Esodo, seconda parte      | Exodus: Part 2     | flashback     |
| 2        | Alla deriva               | Adrift             | flashback     |
| 2        | Tre minuti                | Three Minutes      | flashback     |
| 4        | Vi presento Kevin Johnson | Meet Kevin Johnson | flashback     |